# Tun Mali
Koordinati:   44°11′46″N, 14°53′52″E
Tun Mali je majhen nenaseljen otoček v zadarskem arhipelagu.
Otoček, na katerem stoji svetilnik, leži med Velim Tunom in Molatom, od katerega ja oddaljen nekaj deset metov. Njegova površina meri 0,123 km². Dolžina obalnega pasu je 1,16 km. Najvišji vrh je visok 46 mnm.
Iz pomorske karte je razvidno, da svetilnik, ki stoji na južni strani otočka, oddaja svetlobni signal: R Bl 3s. Nazivni domet svetilnika je 3 milje.